# 서울 은평구의 국회의원

## 행정구역 변천
- 1979년 10월 1일 서대문구 녹번동·불광동·갈현동·구산동·대조동·응암동·역촌동·신사동·증산동·진관내동·진관외동·구파발동·수색동에 서울특별시 은평구 설치

## 서울 은평구의 역대 국회의원 일람
| 대수   | 이름           | 소속정당       | 임기                              | 선거구역 |
| ------ | -------------- | -------------- | --------------------------------- | --- |
| 제11대 | 손세일(孫世一) | 민주한국당     | 1981년 4월 11일 ~ 1985년 4월 10일 | 서대문구·은평구 일원(제7선거구)                                                                              |
| 제11대 | 윤길중(尹吉重) | 민주정의당     | 1981년 4월 11일 ~ 1985년 4월 10일 | 서대문구·은평구 일원(제7선거구)                                                                              |
| 제12대 | 김재광(金在光) | 신한민주당     | 1985년 4월 11일 ~ 1988년 5월 29일 | 서대문구·은평구 일원(제7선거구)                                                                              |
| 제12대 | 윤길중(尹吉重) | 민주정의당     | 1985년 4월 11일 ~ 1988년 5월 29일 | 서대문구·은평구 일원(제7선거구)                                                                              |
| 제13대 | 오유방(吳有邦) | 민주정의당     | 1988년 5월 30일 ~ 1992년 5월 29일 | 은평구 갑: 녹번동, 응암1동, 응암2동, 응암3동, 신사동, 증산동, 수색동                                         |
| 제13대 | 김재광(金在光) | 통일민주당     | 1988년 5월 30일 ~ 1992년 5월 29일 | 은평구 을: 불광1동, 불광2동, 불광3동, 갈현동, 구산동, 대조동, 역촌1동, 역촌2동, 진관내동, 진관외동           |
| 제14대 | 손세일(孫世一) | 민주당         | 1992년 5월 30일 ~ 1996년 5월 29일 | 은평구 갑: 녹번동, 응암1동, 응암2동, 응암3동, 응암4동, 신사1동, 신사2동, 증산동, 수색동                      |
| 제14대 | 이원형(李沅衡) | 민주당         | 1992년 5월 30일 ~ 1996년 5월 29일 | 은평구 을: 불광1동, 불광2동, 불광3동, 갈현1동, 갈현2동, 구산동, 대조동, 역촌1동, 역촌2동, 진관내동, 진관외동 |
| 제15대 | 손세일(孫世一) | 새정치국민회의 | 1996년 5월 30일 ~ 2000년 5월 29일 | 은평구 갑: 녹번동, 응암1동, 응암2동, 응암3동, 응암4동, 신사1동, 신사2동, 증산동, 수색동                      |
| 제15대 | 이재오(李在五) | 신한국당       | 1996년 5월 30일 ~ 2000년 5월 29일 | 은평구 을: 불광1동, 불광2동, 불광3동, 갈현1동, 갈현2동, 구산동, 대조동, 역촌1동, 역촌2동, 진관내동, 진관외동 |
| 제16대 | 강인섭(姜仁燮) | 한나라당       | 2000년 5월 30일 ~ 2004년 5월 29일 | 은평구 갑: 녹번동, 응암1동, 응암2동, 응암3동, 응암4동, 신사1동, 신사2동, 증산동, 수색동                      |
| 제16대 | 이재오(李在五) | 한나라당       | 2000년 5월 30일 ~ 2004년 5월 29일 | 은평구 을: 불광1동, 불광2동, 불광3동, 갈현1동, 갈현2동, 구산동, 대조동, 역촌1동, 역촌2동, 진관내동, 진관외동 |
| 제17대 | 이미경(李美卿) | 열린우리당     | 2004년 5월 30일 ~ 2008년 5월 29일 | 은평구 갑: 녹번동, 응암1동, 응암2동, 응암3동, 응암4동, 신사1동, 신사2동, 증산동, 수색동                      |
| 제17대 | 이재오(李在五) | 한나라당       | 2004년 5월 30일 ~ 2008년 5월 29일 | 은평구 을: 불광1동, 불광2동, 불광3동, 갈현1동, 갈현2동, 구산동, 대조동, 역촌1동, 역촌2동, 진관내동, 진관외동 |
| 제18대 | 이미경(李美卿) | 통합민주당     | 2008년 5월 30일 ~ 2012년 5월 29일 | 은평구 갑: 녹번동, 응암1동, 응암2동, 응암3동, 응암4동, 신사1동, 신사2동, 증산동, 수색동                      |
| 제18대 | 문국현(文國現) | 창조한국당     | 당선 무효                         | 은평구 을: 불광1동, 불광2동, 불광3동, 갈현1동, 갈현2동, 구산동, 대조동, 역촌1동, 역촌2동, 진관동             |
| 제18대 | 이재오(李在五) | 한나라당       | 2010년 7월 29일 ~ 2012년 5월 29일 | 은평구 을: 불광1동, 불광2동, 불광3동, 갈현1동, 갈현2동, 구산동, 대조동, 역촌1동, 역촌2동, 진관동             |
| 제19대 | 이미경(李美卿) | 민주통합당     | 2012년 5월 30일 ~ 2016년 5월 29일 | 은평구 갑: 녹번동, 응암1동, 응암2동, 응암3동, 신사1동, 신사2동, 증산동, 수색동                               |
| 제19대 | 이재오(李在五) | 새누리당       | 2012년 5월 30일 ~ 2016년 5월 29일 | 은평구 을: 불광1동, 불광2동, 갈현1동, 갈현2동, 구산동, 대조동, 역촌동, 진관동                                |
| 제20대 | 박주민(朴柱民) | 더불어민주당   | 2016년 5월 30일 ~ 2020년 5월 29일 | 은평구 갑: 녹번동, 응암1동, 응암2동, 응암3동, 역촌동, 신사1동, 신사2동, 증산동, 수색동                       |
| 제20대 | 강병원(姜炳遠) | 더불어민주당   | 2016년 5월 30일 ~ 2020년 5월 29일 | 은평구 을: 불광1동, 불광2동, 갈현1동, 갈현2동, 구산동, 대조동, 진관동                                        |
| 제21대 | 박주민(朴柱民) | 더불어민주당   | 2020년 5월 30일 ~ 2024년 5월 29일 | 은평구 갑: 녹번동, 응암1동, 응암2동, 응암3동, 역촌동, 신사1동, 신사2동, 증산동, 수색동                       |
| 제21대 | 강병원(姜炳遠) | 더불어민주당   | 2020년 5월 30일 ~ 2024년 5월 29일 | 은평구 을: 불광1동, 불광2동, 갈현1동, 갈현2동, 구산동, 대조동, 진관동                                        |
| 제22대 | 박주민(朴柱民) | 더불어민주당   | 2024년 5월 30일 ~                 | 은평구 갑: 녹번동, 응암1동, 응암2동, 응암3동, 역촌동, 신사1동, 신사2동, 증산동, 수색동                       |
| 제22대 | 김우영(金宇榮) | 더불어민주당   | 2024년 5월 30일 ~                 | 은평구 을: 불광1동, 불광2동, 갈현1동, 갈현2동, 구산동, 대조동, 진관동                                        |

## 같이 보기
- 은평구 갑
- 은평구 을
- 서울 서대문구의 국회의원
- 서울 강서구의 국회의원
- 서울 마포구의 국회의원